# Kortes tredje lag om skenbar rörelse
Inom psykofysik är Kortes tredje lag om skenbar rörelse, en observation som förklarar fenomenet skenbar rörelse genom relationen mellan avståndet och varaktigheten för två efter varandra presenterade stimuli.
Exempel:
Om två visuella stimuli (t.ex. två blinkande punkter) presenteras på olika platser i rummet med ett visst tidsintervall mellan dem, uppfattar vi dem som en rörelse från punkt A till B – skenbar rörelse. Och:
- Om punkterna är nära varandra → räcker ett kort tidsintervall för att det ska uppfattas som en rörelse.
- Om punkterna är långt ifrån varandra → krävs ett längre intervall för att hjärnan ska koppla ihop dem och tolka det som en rörelse.

## Formulering
Kortes fyra lagar föreslogs första gången 1915 av Adolf Korte. Den tredje lagen beskriver hur ökningen av längden mellan två stimuli smalnar av interstimulusintervallet (ISI), som producerar den skenbara rörelsen. Det finns ett krav på den proportionella minskningen av frekvensen, där två stimulatorer aktiveras omväxlande med ökningen av ISI för att säkerställa kvaliteten på skenbar rörelse. Ett identifierat brott mot Kortes lag inträffar om den kortaste sträckan mellan två sedda armpositioner inte är möjlig anatomiskt. Detta demonstrerades av Maggie Shiffrar och Jennifer Freyd, med hjälp av en bild som visade en kvinna som demonstrerade två positioner. Detta belyste problemet med att ta den kortaste vägen för att utföra de alternerande ställningarna.
Lagarna var sammanställda genom allmänna uttalanden (lagar) som beskrev betarörelse i betydelsen "optimal rörelse". Dessa uttalanden beskrev flera begränsningar för att erhålla uppfattningen om skenbar rörelse mellan blixtarna: 
1. Större separationer kräver högre intensitet.
2. Långsammare presentationshastigheter kräver högre intensitet.
3. Större separationer kräver långsammare presentationshastigheter.
4. Längre blixttider kräver kortare intervaller.[7]

En modern formulering av lagen är att ju längre längden på en sträcka mellan två successivt presenterade stimuli är, desto större måste stimulus onset asynchrony (SOA) vara för att en observatör ska uppfatta de två stimuli som ett enda mobilt objekt. Vanligtvis är förhållandet mellan avstånd och minimal SOA linjärt.
Det går att hävda att Kortes tredje lag är kontraintuitiv. Man kan förvänta sig att successiva stimuli är mindre benägna att uppfattas som ett enda objekt när både avstånd och intervall ökar, och därför bör ett negativt samband observeras, men i själva verket kan ett sådant negativt förhållande observeras likaväl som Kortes lag. Vilket förhållande som styr beror på hastigheten.